# Pablo Sultani
Pablo Sultani (* 6. Dezember 1973 in Argentinien) ist ein argentinischer Schauspieler. 

## Leben
Sein Vater war Radiomoderator und die Mutter Schauspielerin. Im Alter von neun Jahren brachte er seine erste EP mit dem Namen „Hola Kitty“ heraus. 1993 bekam er zum ersten Mal Schauspielunterricht zusammen mit Luis Agustini. Seine Karriere begann ab den 1990er Jahren. Er war einer der Protagonisten des Theaterstücks „Los productores“ 2005 in Buenos Aires. Später spielte er in mehreren Theaterstücken mit. Im Jahr 2012 erhielt er eine Nominierung für „Premio Hugo Al Teatro Musical“ für seine Rolle in dem Theaterstück „Alicia en Frikiland“.
Bekanntheit erlangte er vor allem durch die Rolle des Roberto Beto Benevenuto in der argentinischen Telenovela Violetta, die er seit 2012 bekleidet.